# 上鎖的房間 (電視劇)
《上鎖的房間》（日语：／ Kagi no Kakatta Heya ?）是日本富士電視台於2012年4月16日至6月25日播出的月九連續劇，改編自貴志祐介的偵探系列小說《防犯偵探·榎本系列》，劇名來自系列第三作的同名小說。由大野智主演。電視劇與小說原作榎本径的「防盜店主」設定不同，將榎本径改為在贊助商東京總合安全保全公司任職。另外原著小說作者貴志佑介在EP3的劇中客串演出。在2013年的特別篇中，旅遊歸國的榎本径開設了防盜商店，恢復原作的設定。

## 演員表

### 主要人物
| 演員       | 角色      | 香港配音 | 介紹 | 年齡 |
| 大野智     | 榎本 徑   | 關令翹   | 本劇主角。 任職於東京總合安全保安公司，平日總是面無表情（行動有如機器人一般），不擅與人交際；嗜好是研究及破解各種不同年代、不同款式的鎖類工具（從古至今、世界各國皆有），是所謂的「防盜宅」。由於某次破解了被青砥純子意外鎖上的金庫大門，救出被困於其中的芹澤豪，因而認識二人。在機緣巧合下，與芹澤及青砥參與了多宗密室疑案。查案時只對與密室有關的部份感興趣，其餘則顯得漠不關心，名言是：「密室已被破解，之後的事我沒興趣（「密室が破れた」與「そこから先は興味ないですから」）。」智商高、個性沉著冷靜，能從不同角度思考問題（如第1集和第4集），因而能作出精準分析；待人接物有欠圓滑；處事非常認真，觀察力強，能在短時間勘察後將案件現場複製成比例準確的模型，幫助破案。學識淵博，對某些物理學、建築學、化學等深奧的理論也能掌握，包括法醫學（第1集），將棋（第3集）。不過當不擅言詞的他以平淡無起伏而快速的語調向人講解時，通常令聽者一頭霧水，而不能使他們明白。由於其個人特質加上對保全的專業知識，使他成為密室破解專家，心中堅守的信念是「如果是他殺的話，世界上沒有破解不了的密室（他殺であるならば、破れない密室なんて、この世に、存在しません）。」（於第8集被芹澤盜用）。由於多次協助破解密室，因而與警視廳接觸增多（第5、10、11集），警視廳一方面接受榎本的幫助，另一方面似乎暗中在對他展開調查 | 30歲 |
| 戶田惠梨香 | 青砥 純子 | 何璐怡   | 年輕新進女律師。追隨業界頂尖的芹澤豪，在芹澤的事務所工作。頭腦簡單，待人熱誠且富正義感。獨居於東京的青砥不擅打理家務，住處經常一片凌亂，平日愛看旅遊指南，覺得看完了就像真的去過當地一樣。雖然是企業法務律師業界中頂尖的芹澤事務所的一份子，但青砥卻全然不像一個精英，為人粗心大意，欠缺冷靜。每當情緒緊張時，超快的講話速度和誇張的面部表情便會出現。第一天到芹澤事務所上班時，青砥便因大意而誤將芹澤鎖在中央朝日銀行的號稱不可能被打開的金庫中，也因而認識了保全公司派來協助破解系統的保全專家榎本。當時青砥替事務所接受一件關於密室調查的委託，在苦無專家顧問協助之下，邀請榎本協助。從此三人被接二連三的密室疑案纏上。個性爽朗率真的青砥雖然欠缺偵探頭腦，對破解犯案手法毫無建樹，但積極熱心、堅持追求真相的態度卻往往是案件得以解決的重要原因。 | 26歲 |
| 佐藤浩市   | 芹澤 豪   | 朱子聰   | 全日本大名鼎鼎的律師。專長於企業法務，在東京開設大型律師事務所，工作繁忙。精於法律事務的芹澤充滿自信，常會不自覺地炫耀自己的成就。雖處上流社會，卻不會輕視他人。身為一個以維護客戶最大利益作依歸的專業律師，執業多年卻未被以利益掛帥的圈子同化。雖然口中不承認，心裡仍充滿正義感。討厭推理劇和偵探小說，但接踵而來的密室疑案，漸漸使他不自覺地樂在其中。性格急躁的芹澤對於推理劇的主角每每拖延公開謎底常感到不耐，以致只要聽到有人表示「現在還不能說」便會火冒三丈。即使調查時聽到榎本說類似的話，也會忍不住破口大罵。芹澤一方面很欣賞年輕的榎本，非常信任其破解密室的能力，另一方面卻總希望能有一次靠自己的能力破解謎題。雖然在口頭上常以前輩自居，其實心底對榎本的能力和頭腦由衷佩服。某次榎本稱讚他的推理十分精彩時，不禁大喜若狂。 | 50歲 |

### 芹澤法律事務所
| 演員     | 角色      | 香港配音 | 介紹 | 年齡 |
| 能年玲奈 | 水城 里奈 | 吳羨婷   | 芹澤法律事務所秘書。父親是芹澤豪的師父、資深大律師水城重治，因父親關係而受雇於芹澤。平日熱衷舞台劇表演，因擔心父親反對而經常暗中演出。 | －   |

### 其他
| 演員     | 角色     | 香港配音 | 介紹 | 年齡 |
| 宇梶剛士 | 鴻野光男 | 招世亮   | 警視廳搜查一課刑警。因查案而與芹澤豪交惡，經常針鋒相對。在最後一個案件中，因接獲密告指榎本為犯人，負責案件的刑警於是請求鴻野出面拘捕榎本。之後更告知芹澤他一直在調查榎本。 | －   |

### 各集角色／客串演員

#### EP 1
| 演員     | 角色       | 香港配音 | 介紹                           | 年齡 |
| 風間杜夫 | 池端誠一   | 李錦綸   | 新日本葬儀社專務，大石的外甥   | －   |
| 堀部圭亮 | 日下部雅友 | 張錦江   | 明正法務司法書士事務所司法書士 | －   |
| 前田昌明 | 大石滿壽男 |          | 新日本葬儀社社長               | －   |
| 名高達男 | 小高       |          | 中央朝日銀行總裁               | －   |

- 池端誠一【兇手】盜用公款，為防事蹟敗露，趁替罹患癌症的大石社長【被害人】用嗎啡止痛時，將高劑量的嗎啡注入社長體內，導致社長昏迷致死。隨後設計成社長在密室自殺的假象。

#### EP 2
| 演員                              | 角色       | 香港配音 | 介紹                                           | 年齡 |
| 中村獅童                          | 會田愛一郎 | 陳欣     | 高澤大樹和美樹的舅父，盜竊慣犯                 | －   |
| 高嶋政宏                          | 高澤芳男   | 雷霆     | 高澤大樹和美樹的繼父，練馬區立西岡中學科學教師 | －   |
| 福田麻由子                        | 高澤美樹   | 凌晞     | 練馬區立西岡中學學生                           | －   |
| 和田崇太郎 （少年時期：石井蒼月） | 高澤大樹   |          | 美樹的哥哥                                     | －   |

- 高澤大樹【被害人】與美樹的母親（會田綠）與高澤芳男【兇手】結婚後不久即去世。妻子去世後，芳男即將遺產受益人改為自己，之後先殺害大樹，接著便處心積慮的想謀害美樹，意圖奪取遺產。

#### EP 3
| 演員     | 角色       | 香港配音 | 介紹                           | 年齡 |
| 相武紗季 | 來栖奈穗子 | 黃昕瑜   | 三段女棋手，竹脇伸平的女友     | －   |
| 山下莉緒 | 稻垣真理   | 林元春   | 女流棋士一級，來栖奈穗子的後輩 | －   |
| 佐藤祐造 | 竹脇伸平   |          | 五段棋手                       | －   |
| 忍成修吾 | 中野秀哉   | 梁偉德   | 四段棋手                       | －   |
| 兒玉賴信 | 谷二郎     | 陳永信   | 八段棋手                       | －   |
| 貴志祐介 | 毒島薫     |          | 棋手，外號龍王                 | －   |

- 來栖奈穗子【兇手】和稻垣真理【共犯】皆為有升段壓力的女棋手，若無法順利升段，就會被將棋聯盟取消資格，因此兩人共謀作弊。真理以電腦找出下一步棋正確的位置後，以電話鈴聲次數作為暗號；另一方面，奈穗子將手機設為震動模式，用手帕包住手機，藉由手機震動的次數，得知下一步棋的位置。
- 奈穗子事先將棋手毒島薫升段戰中所下的棋子位置存入手機中，不料被竹脇伸平【被害人】發現並拿走手機，以此把柄要求與奈穗子交往。奈穗子為拿回作為證據的手機，到竹脇投宿的飯店房間會面，趁他不注意時刺殺了他。

#### EP 4
| 演員     | 角色     | 香港配音 | 介紹                                     | 年齡 |
| 白石美帆 | 桑島美香 | 劉惠雲   | 桑島雄司之妻                             | －   |
| 松尾諭   | 古溝俊樹 | 雷霆     | 桑島雄司的朋友，昆蟲生物雜誌編輯         | －   |
| 淺見麗奈 | 矢口     | 林元春   | 女記者，為芹澤豪進行專訪                 | －   |
| 加藤和子 | 桑島悅子 | 黃玉娟   | 桑島雄司的母親，老牌菓子店龜屋榮泉負責人 | －   |
| 久加澤徹 | 桑島雄司 |          | 老牌菓子店龜屋榮泉社長                   | －   |

- 桑島美香【兇手】為了獲得家產，利用丈夫雄司【被害人】飼養的蜘蛛毒殺丈夫。

#### EP 5
| 演員     | 角色       | 香港配音 | 介紹                                 | 年齡 |
| 新井浩文 | 杉崎俊二   | 黃啟昌   | 東京都立望之丘高校教師，棒球社顧問   | －   |
| 關惠美   | 飯倉加奈   | 陳皓宜   | 東京都立望之丘高校教師，杉崎的未婚妻 | －   |
| 小松彩夏 | 齊藤美里   | 成瑤孆   | 純子的朋友                           | －   |
| 田窪一世 | 竹本袈裟男 | 陳永信   | 明新工務店社長                       | －   |
| 橫堀悦夫 | 三井       |          | 城榮霍姆斯董事                       | －   |

- 杉崎俊二【兇手】原本將與未婚妻結婚後住進的新房子，發生負責建造的工務店偷工減料，地震後結構損壞的事件。未婚妻對二人以後的生活感到徬徨，對二人結婚後是否能共度一生產生了疑問，主動取消婚禮。
- 感到萬念俱灰的俊二，認為是工務店偷工減料，導致未婚妻對自己失去信心，要求工務店負責，退還房子討回款項，遭到工務店社長竹本袈裟男【被害人】拒絕，還說了「你就是這種人」「對方看不起你」的傷人言論，引發了俊二的殺機。事後將現場設計成密室。

#### EP 6
| 演員     | 角色       | 香港配音 | 介紹                                | 年齡 |
| 坂本昌行 | 鬼塚隼人   | 梁偉德   | 劇團幸樂園演員兼編劇                | －   |
| 堀內敬子 | 畑山奈緒   | 林元春   | 劇團幸樂園演員兼導演                | －   |
| 桐山照史 | 井岡祐樹   | 黃積權   | 劇團幸樂園演員 里奈的男朋友         | －   |
| 山中聰   | 藥師寺剛史 | 陳灝瑋   | 劇團幸樂園演員                      | －   |
| 清水紘治 | 水城重治   | 陳永信   | 日本企業法務律師協會會長 里奈的父親 |      |

- 井岡祐樹為成為演員努力加強自己的演技，卻在鬼塚隼人【兇手】的授意下，意外發掘出編劇的才能。
- 鬼塚要求井岡成為影子寫手，替自己創作劇本。不料被藥師寺【被害人】發現，並以此威脅。鬼塚因此在劇團演出中，潛入休息室以竹刀重擊藥師寺頭部，導致其身亡。

#### EP 7
| 演員       | 角色       | 香港配音 | 介紹                   | 年齡 |
| 吉田鋼太郎 | 西野真之   | 招世亮   | 荒神村地主，愛實的父親 | －   |
| 平田滿     | 遠藤晴彥   | 葉振聲   | 真之的朋友             | －   |
| 郭智博     | 西野猛     | 黃啟昌   | 西野家長男             | －   |
| 森迫永依   | 西野愛實   | 陳皓宜   | －                     |      |
| 石井心愛   | 西野明日香 | 成瑤孆   | 西野家次女             | －   |
| 高柳葉子   | 辻登美子   | 黃玉娟   | 荒神村蘋果園農家       | －   |

- 西野真之【兇手】身為長野縣荒神村（註：此集外景實際拍攝地點為山梨縣北社市）地主，對於素行不良的長子猛【兇手、被害人】相當苦惱及恐懼。
- 猛於4年前因刺殺同學移送法辦時逃脫，以假名在東京租屋。因生活拮据向地下錢莊借貸，同時非法販毒。得知家中有值錢的金塊，因此潛回家中偷取，與回到家中的妹妹愛實【被害人】發生爭執，愛實被推倒，頭部撞上柱子內出血身亡。
- 猛脅迫父親交出金塊，被父親真之以領帶勒斃。真之將金塊放置猛租住的公寓，誘使警方將調查方向指向猛，讓自己脫罪。
- 遠藤晴彥於案情真相大白後，主動向真之表達願意在真之服刑期間照顧無依無靠的小女兒明日香。

#### EP 8
| 演員       | 角色       | 香港配音 | 介紹                               | 年齡 |
| MEGUMI     | 安西理佳子 | 謝潔貞   | 文惠的助手                         | －   |
| 岩佐真悠子 | 橘麻美     | 黃昕瑜   | 文惠的助手                         | －   |
| 渡邊惠美   | 中田文惠   | 林元春   | 友香的姑姑 漫畫家                  | －   |
| 志田未來   | 中田友香   | 余欣沛   | 文惠的姪女 藝人                    | －   |
| 三宅正治   | 三宅正治   | 張錦江   | 富士電視台主播，劇中訪談節目主持人 | －   |
| 生野陽子   | 生野陽子   | 朱妙蘭   | 富士電視台主播，劇中訪談節目主持人 | －   |
| 松尾翠     | 松尾翠     | 成瑤孆   | 富士電視台主播，劇中訪談節目來賓   | －   |

- 僅有1年資歷的新人助手麻美因表現傑出受老師文惠【被害人】讚賞，但是卻相當嫉妒已有10年資歷，與老師建立深厚關係的資深助手理佳子，經常以充滿敵意的言語刺激理佳子。兩人與老師關係良好，但彼此為敵對關係。
- 近日老師準備招募新助手，麻美便趁此機會告訴理佳子，老師會在此時開除理佳子。感到震驚的理佳子【兇手】，與老師10年的關係轉變為恨意、進而引發殺機。因此在一次與老師會面喝酒談心的機會，趁老師酒酣耳熱時，用櫃子上的大理石時鐘重擊老師頭部，老師因此身亡。
- 麻美在殺人事件發生後潛入老師家中弄亂現場，意圖將罪行推給理佳子，被鄰居的監視器拍到，這才向調查案情的主角等人供出實情，她先前對理佳子說的「老師說『都10年了還做成這樣』」「妳會被老師開除」，全是因為嫉妒理佳子而編出的謊言。理佳子聽信錯誤的謊言殺害老師，縱使懊悔也無法挽回，還必須面對法律制裁；麻美即使案件無直接關係，也終其一生無法釋懷，因為她是這一切悲劇的使作俑者。

#### EP 9
| 演員     | 角色       | 香港配音 | 介紹             | 年齡 |
| 哀川翔   | 野野垣二郎 | 陳永信   | 富樫貿易董事     | －   |
| 高杉亘   | 坂口健也   | 潘文柏   | 富樫貿易董事     | －   |
| 鈴木亮平 | 八田三夫   | 曹啟謙   | 富樫貿易職員     | －   |
| 佐藤祐基 | 犬山勝巳   | 黃積權   | 富樫貿易職員     | －   |
| 井上肇   | 岡崎政嗣   | 招世亮   | 富樫貿易副社長   | －   |
| 畠山彩奈 | 八田美沙   | 成瑤孆   | 三夫的女兒       | －   |
| 岩松了   | 富樫口達   | 蕭徽勇   | 富樫貿易公司社長 | －   |

- 金屬貿易公司事務所發生殺人事件。岡崎【被害人】在副社長辦公室被槍殺、幾天後職員八田【被害人】在門窗全上鎖的事務所內舉槍自殺。
- 董事坂口在副社長辦公室發現來路不明的土地所有權證明，請主角調查。調查後發現董事野野垣【兇手】以假公司為掩護，私下經營職業賭場賺取暴利。發現這件事的副社長以維護公司聲譽為由，要求野野垣離開公司，並會向社長報告。求情不成的野野垣，憤而以預藏的手槍槍殺了副社長。
- 在辦公室外的八田聽到槍聲進入辦公室，見到已死亡的副社長，嚇得跑出了事務所。躲在辦公室後方的野野垣，隨後快速離開了事務所。幾天後野野垣看到八田在公園與女兒玩水槍遊戲，在與八田談話（要他不得將當天發生的事情說出去）的同時心生一計。野野垣知道八田愛喝日本酒，於是準備了一把與真槍極為類似的水槍，裡頭裝滿日本酒，故意用水槍嚇八田。與其他同事離開前，偷偷將放在抽屜的的水槍換成真槍（槍口事先做了處理），還特別告訴八田「水槍裡的日本酒你可以全喝光」。完全不知情的八田，在大家離開後，將門窗全上鎖，拿出抽屜裡被掉包的真槍，對著自己的嘴巴，扣下了扳機。因八田是第一目擊者，擔心事跡敗露的野野垣因此密謀要將八田滅口。
- 作為證物的水槍，被野野垣放在監視器無法拍到的一間房間內。由於之後那間房間前也裝了監視器，野野垣無法取回證物銷毀。最終拿著關鍵證物出現在野野垣面前的，正是得知一切真相的社長。

#### EP 10～11
| 演員       | 角色           | 香港配音 | 介紹                     | 年齡 |
| 玉木宏     | 佐藤學／椎名章 | 黃啟昌   | 澀谷大廈維修清掃員       | －   |
| 鈴木一真   | 穎原雅樹       | 葉振聲   | 看護服務公司月桂葉副社長 | －   |
| 中丸新将   | 久永篤二       | 黃子敬   | 月桂葉専務               | －   |
| 佐佐木勝彦 | 穎原昭造       | 陳永信   | 月桂葉社長               | －   |
| 西山繭子   | 伊藤寛美       | 林元春   | 月桂葉社長秘書           | －   |
| 本田翼     | 河村忍         | 余欣沛   | 月桂葉専務秘書           | －   |
| 菅原大吉   | 岩切新一       | 林保全   | 月桂葉看護機器人開發課長 | －   |
| 小須田康人 | 安養寺修       | 雷霆     | 月桂葉看護猴子研究課長   | －   |
| 丸山智己   | 萬田           | 張錦江   | 警視廳捜査一課刑警       | －   |

- 社長室遭到槍擊，同時也收到恐嚇社長的信件。經過主角等人實驗證實，槍擊是社長自導自演，目的是為了藉此更新防盜系統。
- 不久後社長穎原【被害人、盜用公款主謀】被發現在社長室身亡。專務久永成為第一嫌疑犯被拘禁。
- 主角等人努力調查，真相即將大白時，主角榎本也被警方帶走。5年前在社長加裝設防盜系統，卻發生竊盜事件（犯人是社長的情婦），社長槓上保全公司，因沒有證據而不了了之。自此榎本被同事孤立，他自己也不與其他同事往來，以公司儲藏室當作個人工作室，出勤都是單獨一人。被懷疑有殺人動機而被徵訊。後來證實是被誣告而被釋放。
- 發現社長遺體的清潔員佐藤【兇手】成為破案關鍵人物。調查後發現，社長穎原與佐藤的父母親過去是公司合夥人，公司經營不善時即捲款潛逃。被逼的走投無路的佐藤雙親自殺身亡。之後因殺人（向地下錢莊借貸，殺害討債人），因此冒用高中同學身分，真名椎名章的他化身「佐藤學」，處心積慮進行復仇殺人計畫。
- 副社長發現公司財務有不明金錢流通，調查後發現，社長虛報公司的看護機器人研發費用，暗地盜用高額公款，並將現金換成等值鑽石。專務久永【盜用公款共犯】完全知情。
- 佐藤藉清潔員之便，潛入大樓，以裝設的竊聽器得知一切情報。事先將辦公室防彈玻璃動手腳，以遙控器操控看護機器人，將熟睡中的社長（佐藤暗自在社長喝的咖啡中加了安眠藥）抱起，頭部靠著防彈玻璃。在外測升降台上的佐藤以布袋包著的保齡球重擊玻璃另一側的社長頭部。社長因開過刀而脆弱的頭蓋骨受到衝擊，導致內出血，之後因而身亡。
- 得到鑽石的佐藤為避免遺失或被偷竊，將鑽石藏在洗衣機的內槽外側。最終佐藤向警方自首。
- 榎本在案子終結後離開了保全公司，不知去向。之後只告訴青砥及芹澤，自己有一筆「臨時收入」，得馬上出國。警方在佐藤住處搜得的鑽石中，有一部分是假鑽，消失的鑽石是否就是榎本說的「臨時收入」？榎本突然消失有什麼苦衷？榎本留給青砥及芹澤的，只有一連串的疑問.....

#### SP
| 演員       | 角色     | 香港配音 | 介紹                       | 年齡 |
| 藤木直人   | 稻葉透   | 陳欣     | 現代美術家                 | －   |
| 黑木瞳     | 岡村郁子 | 許盈     | 藤林的姪女、美容沙龍經營者 | －   |
| 佐野史郎   | 平松哲治 | 潘文柏   | 新世紀藝術博物館館長       | －   |
| 岡田義德   | 小檜山進 | 李錦綸   | 高級公寓管理員             | －   |
| 黑部進     | 藤林昌三 | 陳曙光   | 郁子的叔父、AW證券會長     | －   |
| 伊藤正之   | 佐佐木   | 陳廷軒   | 住成商事專務               | －   |
| 卜字高雄   | 朝妻貢   | 譚炳文   | 高級公寓居民               | －   |
| 松井珠理奈 | 桐生遙   | 吳羨婷   |                            | －   |

## SP
上鎖的房間SP於2014年1月3日播出，除了三位主要角色外，另有藤木直人、黑木瞳、佐野史郎等陣容。

## 獎項
- 第73回日劇學院賞
  - 最佳劇集 - 《上鎖的房間》
  - 最佳男主角 - 大野智
  - 最佳男配角 - 佐藤浩市
  - 最佳女配角 - 戶田惠梨香
  - 最佳主題曲 - 嵐《Face Down》
- TV LIFE　第22回 年度日劇大獎
  - 最佳劇集 - 《上鎖的房間》
  - 最佳男主角 - 大野智
  - 最佳男配角 - 佐藤浩市
  - 最佳女配角 - 戶田惠梨香
  - 最佳主題曲 - 嵐《Face Down》
- 第9回TVnavi日劇年度大賞
  - 最佳劇集 - 《上鎖的房間》
  - 最佳男主角 - 大野智
- 第16回日刊體育日劇大賞
  - 最佳劇集 - 《上鎖的房間》
  - 最佳男主角 - 大野智
  - 最佳男配角 - 佐藤浩市
  - 最佳女配角 - 戶田惠梨香

## 製作團隊
- 原作 - 貴志祐介《上鎖的房間》、《玻璃之鎚》、《鬼火之家》（角川書店）
- 編劇 - 相澤友子（日语：相沢友子）、仁志光佑、岡田道尚
- 助理編劇 - 森迅史（日语：森ハヤシ）
- 資訊蒐集 - 西田光志
- 音樂 - Ken Arai
- 法務顧問 - 馬渕泰至（ルネス總合法律事務所）
- 防盜指導 - 藤島洋（ALSOK）、高橋二郎
- 防盜顧問 - 梅本正行
- 法醫學顧問 - 高木徹也（杏林大學）、上村公一（東京醫科牙科大學）
- 科學顧問 - 岩尾徹（東京都市大學）、小林良夫（日本工學鑑定中心）
- 解鎖顧問 - カギの110番、カギの救急車
- 魔術指導 - 入江健也
- 將棋指導 - 大平武洋（日语：大平武洋）
- 舞台劇顧問 - 大鹽哲史
- 幸樂園劇團演出背景音樂 - WRECKING CREW ORCHESTRA（日语：WRECKING CREW ORCHESTRA）
- 漫畫顧問 - 池田幸男（日语：池田ユキオ）、総合学園（日语：ヒューマンアカデミー）
- 犬隻訓練 - 佐藤護
- 特殊裝置 - 青木紀和
- 美術造形 - 吉田等
- 模型 - 林淳一
- 視覺特效- 横石淳、赤羽智史
- 視覺特效總監 - 山本雅之
- 製作助理 - 西田久美子、荻田真弓、草谷大輔
- 助理監製 - 中野利幸
- 監製 - 小原一隆
- 助理導演 - 金井紘、三橋利行、瀬野達也、藏内彩季子、阿部博行、水戸祐介、小林大介
- 導演 - 松山博昭、加藤裕将、石井祐介
- 製作 - 富士電視台製作中心

## 收視率
| 集數                                                              | 播放日期      | 日文副標題   | 中文副標題   | 原作                                     | 編劇     | 導演     | 收視率 | 備註 |
| Episode1                                                          | 2012年4月16日 |              | 佇立的男子   | 『』                                     | 相澤友子 | 松山博昭 | 18.3%  |      |
| Episode2                                                          | 2012年4月23日 |              | 上鎖的房間   | 『』                                     | 相澤友子 | 松山博昭 | 16.5%  |      |
| Episode3                                                          | 2012年4月30日 |              | 棋盤迷宮     | 『』                                     | 相澤友子 | 加藤裕将 | 14.4%  |      |
| Episode4                                                          | 2012年5月7日  |              | 黑牙         | 『』                                     | 相澤友子 | 加藤裕将 | 15.5%  |      |
| Episode5                                                          | 2012年5月14日 | （原題」）   | 未上鎖的房間 | 『』                                     | 相澤友子 | 松山博昭 | 15.6%  |      |
| Episode6                                                          | 2012年5月21日 |              | 密室劇場     | 『』                                     | 仁志光佑 | 石井祐介 | 15.4%  |      |
| Episode7                                                          | 2012年5月28日 |              | 狐火之家     | 『』                                     | 相澤友子 | 加藤裕将 | 16.1%  |      |
| Episode8                                                          | 2012年6月4日  | （原題「」） | 只有狗知道   | 『』                                     | 岡田道尚 | 松山博昭 | 15.4%  |      |
| Episode9                                                          | 2012年6月11日 |              | 被計量的男人 | 「」 （單行本未收錄）                    | 仁志光佑 | 石井祐介 | 16.0%  |      |
| Episode10                                                         | 2012年6月18日 |              | 玻璃之鎚     | 『』                                     | 相澤友子 | 加藤裕将 | 13.8%  |      |
| Episode11                                                         | 2012年6月25日 | 松山博昭     | 玻璃之鎚     | 『』                                     | 相澤友子 | 17.5%    |        |      |
| 平均收視率16.0%（收視率為日本關東地區收視，由Video Research調查） |               |              |              |                                          |          |          |        |      |
| SP                                                                | 2014年1月3日  |              | 鏡之國殺人   | （小説野性時代刊載） （暫名） （未發表） | 相澤友子 | 松山博昭 | 15.9%  |      |

## 外部連結
- 貴志祐介《上鎖的房間》特設網頁（页面存档备份，存于）
- 富士電視台《上鎖的房間》網頁
- 緯來日本台《上鎖的房間》特設網頁（页面存档备份，存于）

## 作品的變遷
| 富士電視台系列 月九                         | 富士電視台系列 月九                                   | 富士電視台系列 月九 |
| ------------------------------------------- | ----------------------------------------------------- | ------------------- |
|                                             | 上鎖的房間 （2012年4月16日 - 2012年6月25日）          |                     |
| 幸運7人組 （2012年1月16日 - 2012年3月19日） | RICH MAN, POOR WOMAN （2012年7月9日 - 2012年9月17日） |                     |

| 緯來日本台 週一至週五 21:00至22:00 | 緯來日本台 週一至週五 21:00至22:00 | 緯來日本台 週一至週五 21:00至22:00 |
| ---------------------------------- | ---------------------------------- | ---------------------------------- |
|                                    | （2012.11.02 - 2012.11.16）        |                                    |
| （2012.10.19 - 2012.11.01）        | （2012.11.19 - 2012.12.03）        |                                    |

| 香港 無綫劇集台 星期六15:00-17:00及21:00-23:00                                                | 香港 無綫劇集台 星期六15:00-17:00及21:00-23:00 | 香港 無綫劇集台 星期六15:00-17:00及21:00-23:00 |
| --------------------------------------------------------------------------------------------- | ---------------------------------------------- | ---------------------------------------------- |
|                                                                                               | （2013.01.26 - 2013.03.02）                    |                                                |
| （2012.12.22 - 2013.01.26）                                                                   | （2013.03.09 - 2013.04.13）                    |                                                |
| 香港 無綫電視J2 星期日 21:30-22:30 2月9日 21:30-22:45 4月20日 21:30-23:00 4月27日 21:30-00:00 |                                                |                                                |
| （2013.11.17 - 2014.01.26）                                                                   | （2014.02.09 - 2014.04.20） （2014.04.27）     | （2014.05.04 - 2014.07.06）                    |

| 緯來日本台 週一至週五 21:00至22:05 | 緯來日本台 週一至週五 21:00至22:05 | 緯來日本台 週一至週五 21:00至22:05 |
| ---------------------------------- | ---------------------------------- | ---------------------------------- |
|                                    | （2018.3.07 - 2018.3.21）          |                                    |
| （2018.2.21 - 2018.3.06）          | （2018.3.22 - )                    |                                    |